# Гаррі Поттер і Методи Раціональности
«Гаррі Поттер і методи раціональности» (ГПІМР) (англ. Harry Potter and the Methods of Rationality, HPMOR) — книга-фанфік Еліезера Юдковського, в якій Гаррі Поттер вихований як раціоналіст, і застосовує науковий метод до світу магії. Книга публікувалася онлайн, розділ за розділом з 2010 до 2015.
На відміну від книжок Джоан Роулінг, в якій Гаррі виховується в жорстокій сім'ї Дурслів, в цій версії історії Гаррі виховується в сім'ї науковця з Оксфорду, і знає багато про науку і раціональне мислення ще до того як дізнатись про магію і вирушити до Гоґвортсу.

## Відношення до канону
У той час як класичний фанфік зазвичай має на увазі, що читач вже знайомий із всесвітом і персонажами канону, і найчастіше є сиквелом, «Гаррі Поттер і методи раціонального мислення» є одночасно і переосмисленням оригінального твору. Сам Юдковський при описі фанфіка вважає за краще замість термінів «сиквел» і «переосмислення» використовувати слова «паралельний всесвіт». Він по-своєму інтерпретував багато явищ з канону в рамках внутрішньої логіки світу. Читач, не знайомий із оригінальною серією книг про Гаррі Поттера, може сприймати «Гаррі Поттер та методи раціонального мислення» як самостійний твір. У той же час знайомство з каноном дозволить глибше зрозуміти персонажів та побачити обігравання окремих сюжетних ходів канону.
Розбіжність з фабулою оригінального твору відбувається задовго до подій, описаних в книзі: так, Петунія Еванс виходить заміж не за Вернона Дурсля, а за оксфордського професора Майкла Верреса, в результаті чого їх прийомний син Гаррі Джеймс Поттер-Еванс-Веррес росте в люблячій сім'ї та отримує відмінну домашню освіту. До початку книги він вже добре розуміється на раціональному мисленні і готовий застосовувати науковий метод для дослідження магії. Ця розбіжність не є єдиною, Юдковський переглядає багато подій, які здаються йому малоймовірними. Наприклад, він ставить під сумнів, що самопожертва Лілі Поттер заради порятунку дитини зуміла вперше в історії врятувати людину від смертельного прокляття; відкинувши ідею, що Лілі якимось чином любила свого сина більше, ніж тисячі інших матерів, він вважав раціональнішим припустити, що це взагаді не було смертельне прокляття. Особливу роль відіграє Герміона Грейнджер: вона не тільки стає кращим другом Гаррі Поттера і займає важливе місце в сюжеті, а й фактично виступає для Гаррі моральним орієнтиром.
Описані в книзі події відбуваються протягом першого року перебування Гаррі Поттера в школі Гоґвартс, покриваючи той же проміжок часу, що і перша книга з серії Роулінг. Незважаючи на це, в книзі задіяно і згадується більшість тем і персонажів з усіх семи книг серії: Гаррі виявляє, що він змієуст; дізнається про Таємну кімнату; отримує мантію невидимости; стикається з Маховиками часу, дементорами, фестралами, кентаврами та Дарами Смерті. У фанфіці Гаррі не бере участи в матчах з квідичу, вважаючи його правила дурними; їхнє місце займають навчальні бойові дії між учнями, які влаштовує професор захисту від темних мистецтв.

## Особливості та проблематика
Автор відбив у діях головного героя те, як він сам би вивчав магію, якби зіткнувся з нею; з цієї та інших причин багато читачів звинувачують його у використанні архетипу Мері Сью. Юдковський у своєму есе про створення розумних персонажів виділяє перший рівень розумности, що надає їх діям мінімально необхідну достовірність (здатність аналізувати події, що відбуваються, і самостійно приймати рішення), другий рівень, коли рішення, прийняті персонажем на підставі відомої і йому і читачеві інформації — розумні та ефективні, і третій рівень, коли персонаж здатний навчити читача шаблонам ефективного мислення. Він вважає головного героя свого роману персонажем третього рівня розумности, чий інтелект перевершує інтелект автора. Він досягає цього, думаючи над проблемами, що вирішуються героєм за хвилини, протягом кількох тижнів.
У той же час роман, особливо початкова його частина, і в стилі, і в сюжеті використовує традиційні прийоми фан-фікшн-літератури, включаючи пародійність та інтертекстуальність, іронічно обігруючи текст-канон, і самі традиції фан-фікшн; ближче до фіналу, проте, текст загалом відходить від пародійного стилю до більш піднесеного. Книга містить культурні посилання до десятків творів у жанрах наукової фантастики та фентезі, аніме, ігор.
Не лише Гаррі Поттер, а й інші персонажі у романі виступають як зріліші особистості, ніж в оригінальній серії книг. Так, показано, що недавня війна залишила помітний відбиток на долі та характері персонажів, навіть на Дамблдорі. Риси персонажів проявляються в тому числі через їх промову: дещо архаїчна побудова фраз і звернень у мові Драко Малфоя підкреслює його аристократичне виховання й освіту, а мова Гаррі Поттера теж вказує на освіченість, але іншого роду, і насичена іронією.
Філософський зміст роману включає роздуми про моральні питання (включаючи героїзм, дружбу, діалектику добра і зла), раціональність, смерть (у дусі трансгуманізму). Конфлікт між добром і злом зображений у книзі як боротьба між знанням та невіглаством. У романі підкреслюється цінність людського життя. Роман пояснює читачеві, що таке бути раціональним і як стати більш раціональним: книга побудована так, щоб роздуми головного героя були зрозумілі читачу і він міг бу навчатися від них — на відміну від, наприклад, творів про Шерлока Голмса, в яких деталі роздумів відкриваються лише в кінці твору. Книга розповідає про такі теми, як теорія ймовірностей, когнітивні упередження та ефективний альтруїзм. У книзі відображена і проблема запобігання глобальним катастрофам, якій присвячені багато робіт Юдковського та його колег з MIRI.

## Сюжет
Напередодні свого 11-річчя Гаррі Поттер отримує лист із запрошенням до школи чарів і чаклунства Гоґвортс. Зустрівши скептичне ставлення прийомного батька, Гаррі відправляє лист у відповідь з проханням надіслати представника Гоґвортсу. Професор Макгонагалл, що приїхала, демонструє Гаррі та його батькам існування магії. Вона розповідає, що коли Гаррі був немовлям, його намагався вбити темний лорд Волдеморт, але загинув сам.
Здійснюючи покупки для школи, Гаррі Поттер знайомиться з Драко Малфоєм і заводить із ним дружбу; пізніше Гаррі виявляє, що Драко, спадкоємець впливового аристократичного роду, не тільки кмітливий і освічений, але й має неприйнятну з погляду сучасної цивілізованої людини мораль. Дорогою до Гоґвортсу за порадою Макґонеґел Гаррі знайомиться із вундеркіндом Герміоною Грейнджер. Після прибуття в Гоґвортс Гаррі та Герміона розподіляються на факультет Рейвенклов.
У школі Гаррі та Герміона розпочинають змагання з вивчення предметів, а у вільний від навчання час професор захисту від темних мистецтв Квірінус Квіррелл влаштовує навчальні битви армій; генералами армій першого курсу стають Гаррі, Драко та Герміона. Гаррі стає відомим у Гоґвортсі як людина, яка веде себе незвичайно для 11-річного хлопчика і може вирішувати найрізноманітніші проблеми буквально клацанням пальців.
Паралельно з навчанням Гаррі з друзями розпочинає наукову діяльність. Разом з Герміоною Грейнджер йому вдається оминути фундаментальне обмеження трансфігурації — неможливість часткового перетворення об'єкта — з допомогою мислення на рівні квантової механіки. З Драко Малфоєм він ставить уявні експерименти, покликані знайти причину згасання магії з часом; ці дослідження поступово змінюють світогляд Малфоя. Коли в школу з ініціативи викладача захисту від темних мистецтв приводять дементора для тренування захисного заклинання Патронуса, Гаррі пробує дивитися на нього як на уособлення смерті, а не уособлення страху, внаслідок чого відкриває посилене заклинання Патронуса, що вбиває дементорів.
У лютому до Гаррі Поттера звертається професор Квіррелл, з яким Гаррі встигає завести дружбу, з проханням допомогти влаштувати втечу найближчої сподвижниці Волдеморта Беллатриси Блек з магічної в'язниці Азкабан, що охороняється дементорами, переконавши його, що вона невинна. Повагавшись, Гаррі погоджується. Втеча Беллатриси з Азкабану викликає велике занепокоєння у суспільстві чарівників.
На початку квітня до школи прибувають аврори – представники охорони правопорядку магічного світу, які заарештовують Герміону за підозрою у замаху на вбивство Драко Малфоя. На суді Гаррі рятує Герміону від Азкабану, виплативши Люціусу Малфою, батькові Драко, весь свій статок і ще залишившись його боржником. У середині квітня на школу нападає троль, внаслідок чого Герміона Грейнджер гине (Кетрін Маккейн зазначає, що смерть Герміони особливо шокує читача тим, що відводить історію від знайомого сценарію). Гаррі укладає з Люціусом контракт, згідно з яким борг Гаррі прощається, і вони домовляються знайти вбивцю разом.
В середині червня Гаррі розуміє, що Квірел є лордом Волдемортом. Квірел бере в заручники Гаррі і наказує йому дістати філософський камінь, що зберігається в Гоґвортсі, пообіцявши воскресити за допомогою нього Герміону. Волдеморт розповідає, що особистість Гаррі - відбиток особистости самого Волдеморта, що пояснює надзвичайну для маленького хлопчика здатність оперувати складними ідеями, а також початковий інтерес Квірелла до Гаррі. Темного лорда намагається зупинити директор Дамблдор, але зазнає невдачі. Отримавши філософський камінь, Волдеморт повертає собі своє тіло, воскрешає згідно з обіцянкою Герміону, робить її практично невразливою, закликає за допомогою відрізаної руки Беллатриси своїх соратників Пожирателів смерті і бере Гаррі в кільце, маючи намір знищити його після того, як витягне з нього всю корисну для себе інформацію. Всі ці дії Волдеморт робить, щоб запобігти виконанню пов'язаного з Гаррі Поттером апокаліптичного пророцтва. Гаррі використовує часткову трансфігурацію, щоб перетворити кінчик своєї чарівної палички на вуглецеві нанотрубки, за допомогою яких він обезголовлює Пожирателів смерті і знешкоджує лорда Волдеморта.
У фіналі з'ясовується, що перед Гаррі та його друзями стоїть нове завдання, важливіше й масштабніше, ніж перемога над Волдемортом — зберегти людство, незважаючи на передбачуваний пророцтвами кінець світу невідомої природи.

## Створення
Еліезер Юдковський вважає, що чим більш людина раціональна, тим простіше їй досягати своїх цілей. Для того, щоб допомагати людям вчитися мислити раціонально, він заснував співтовариство LessWrong, що виросло в рух раціоналістів, і написав серію статей про раціональність. Книга «Гаррі Поттер та методи раціонального мислення» була написана для подальшого поширення та популяризації ідей раціональности.
Перший розділ твору було опубліковано 28 лютого 2010 року на сайті FanFiction.Net. Як псевдонім Юдковський використовував назву свого блогу - Less Wrong. Книга писалася протягом п'яти років (з перервами), остання 122-а глава була опублікована 14 березня 2015. За цей час фанфік набув популярности, тисячі передплатників на Reddit, понад 26 000 відгуків на FanFiction.Net та створену фанатами-ентузіастами аудіокнигу. Розмір книги в оригіналі становить понад 660 тисяч слів, що відповідає приблизно двом тисячам сторінок друкованого тексту. Рік виходу закінченої версії фанфіка - 2015, за 8 років після виходу книги "Гаррі Поттер і Дари Смерті" - сприяв зростанню його популярности, оскільки покоління, що виросло на книгах про Гаррі Поттера, подорослішало і стало готове дивитися на серію книг від Роулінг критичніше. Твір Елієзера Юдковського не був першою спробою використати всесвіт Гаррі Поттера для популяризації науки: так, у 2002 році вийшла книга «Гаррі Поттер і наука» (англ. The Science of Harry Potter: How Magic Really Works) журналіста Роджера Хайфилда , проте широкої популярности вона не отримала.
За словами Юдковського, він читав багато фанфіків всесвіту Гаррі Поттера, в результаті чого сюжет його майбутньої книги виник у його голові сам собою. На його думку, Джоан Роулінг "вигадувала правила магії на ходу", і це кидає унікальний виклик для персонажа-вченого. Розмірковуючи згодом над результатами роботи, він зазначив, що всесвіт Гаррі Поттера представляє дуже багате оточення для уважного мислителя, крім того, величезна кількість потенційних читачів з ним вже певною мірою знайомі. Сама Роулінг не заперечує використання її всесвіту у творах фанатів до того часу, поки їх поширення не є комерційним.
Протягом публікації книги Юдковський ставив перед читачами завдання, змушуючи їх критично мислити та використовувати раціональне мислення для розуміння сюжету. Найяскравіше це виявилося в кульмінації твору: у 113-му розділі «Останнє випробування» (англ. Final Exam) головний герой опинився в оточенні Пожирателів смерті, готових вбити його за будь-який невірний рух; наприкінці глави Юдковський залишив звернення до читачів, що починається зі слів «Це ваше останнє випробування» (англ. This is your final exam), в якому він запропонував здогадатися, як Гаррі Поттер зможе врятуватися, пообіцявши продовжити твір, якщо хтось із читачів надішле робоче рішення, та перервати книгу «коротким і сумним кінцем», якщо правильна відповідь не прийде протягом 60 годин. Кетрін Маккейн у своїй роботі для книги Prequels, Coquels and Sequels in Contemporary Anglophone Fictionназиває це покаранням на випадок, якщо читачі так і не навчилися застосовувати раціональне мислення у критичних ситуаціях після 113 розділів навчання. Читачі пройшли випробування і історія отримала повноцінну розв'язку.

## Сприйняття
Робота знайшла відгук у Девіда Бріна, Ракеля Аарона, Робіна Генсона Аарона Шварца, Еріка Раймонда.
Вакаша Сачдев з Hindustan Times у своєму огляді фанфіка відзначав малу кількість сюжетних дірок, звʼязність оповідання, добре проробленого лиходія, який не «перетворюється на жалюгідну карикатуру» до кінця твору, і величезну кількість культурних посилань. За його словами, під час читання цієї книги не виникає ситуацій, коли хочеться стати автором, щоб запобігти очевидній дурості, що чиниться героями, і запропонувати їм просте вирішення проблеми; крім того, персонажі ставлять ті питання, які мали поставити ще в оригінальних книгах. З іншого боку, на його думку, мова та сюжет книги не позбавлені недоліків. Джозеф Сіммонс у журналі консервативної організації Witherspoon Institute пише, що хоч книга цікава, але багато дій Гаррі та філософія трансгуманізму загалом — морально сумнівні, герой прагне могутності, а не пізнання і чесноти, деякі повороти сюжету неправдоподібні, а аргументи супротивників безсмертя представлені в книзі більш непереконливими, ніж вони є насправді. Кетрін Маккейн у книзі Prequels, Coquels and Sequels in Contemporary Anglophone Fictionназиває роман «ймовірно, найкращою книгою, про яку ви ніколи не чули». Журнал Time назвав роман Гаррі Поттер і методи раціонального мислення одним з найвідоміших фанфіків по Гаррі Поттеру - другим після незавершеного Harry Potter and Nightmares of the Future Past.
Багато просвітителів позитивно відгукнулися про «Гаррі Поттера і методи раціональности». Фанфік був високо оцінений, зокрема, відомим письменником-фантастом Девідом Бріном, засновником Open Source InitiativeЕріком Реймондом, інтернет-активістом Аароном Шварцем.
Створена ентузіастами аудіокнига двічі – у 2015 та 2016 роках – ставала фіналістом Parsec Awards у номінації «Best Speculative Fiction Story».
Написанням фанфіка «Гаррі Поттер та методи раціональности» Юдковський систематизував, хоч і не винайшов, жанр раціональної фантастики (англ. rationalist fiction або rational fiction ). На цей роман було написано безліч фанфіків, 25 з них представлені на офіційному сайті роману. Книга надихнула фанатів на фан-арти, косплей та навіть музичні твори; частина цієї творчости також представлена на сайті. Твір викликав численні суперечки серед читачів, серед яких знайшлись як його шанувальники, так і незадоволені трактуванням творів Роулінг або авторським задумом та стилем. Деніел Снайдер у статті для The Atlantic зазначив, що роман «влаштував бурю у фанфік-спільноті, викликавши як осуд, так і похвалу».

## Переклади

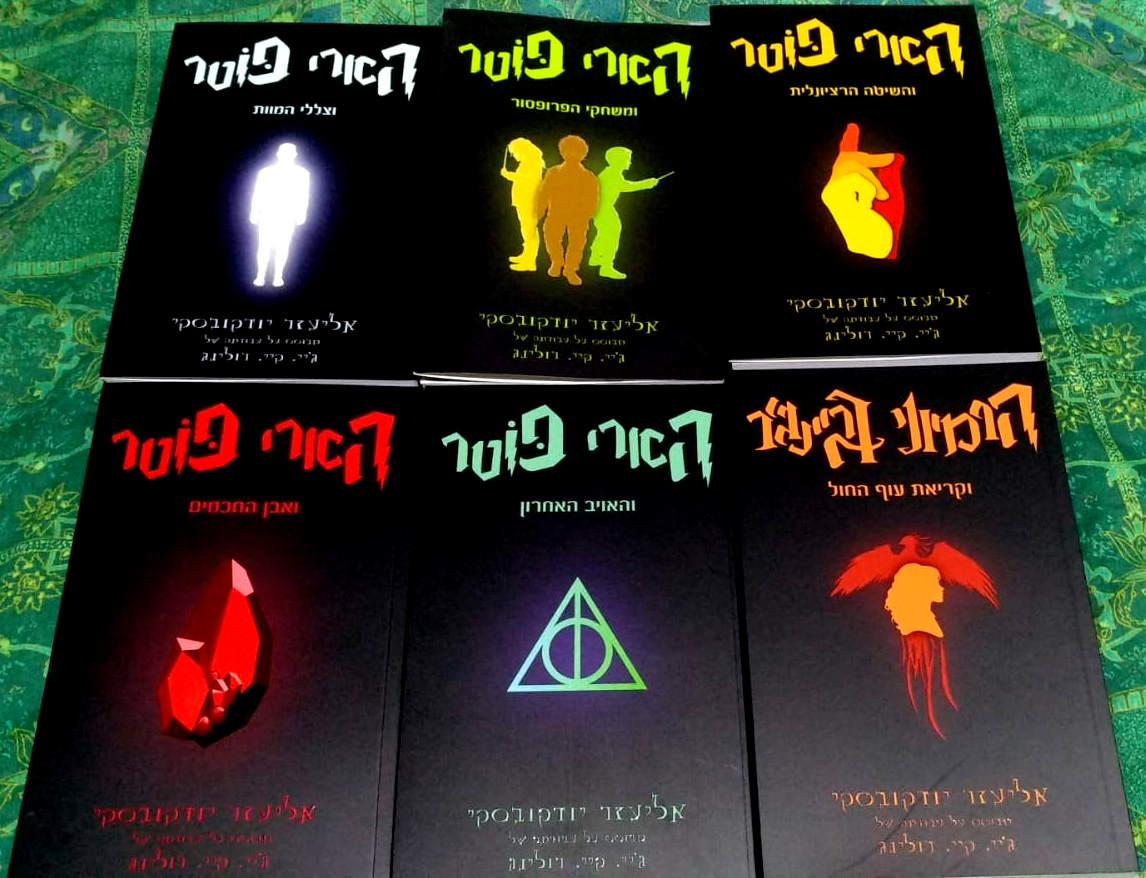
Обкладинки друкованого видання івритом

Книга була перекладена багатьма мовами:
- івритом[38]
- індонезійською[39]
- іспанською[40]
- італійською[41]
- китайською[42]
- німецькою[43]
- норвезькою[44]
- російською[45]
- українською[46]
- французькою[47]
- чеською[48]
- шведською[49]
- японською[50]

## Зноски
1. 1 2  Harry Potter and the Methods of Rationality Chapter 1: A Day of Very Low Probability, a harry potter fanfic. FanFiction.Net[en]. Архів оригіналу за 4 січня 2017. Процитовано 29 грудня 2016.
2. ↑  Harry Potter and the Methods of Rationality by Eliezer Yudkowsky
3. ↑  Miller, James D. (21 серпня 2013). Singularity Rising: Surviving and Thriving in a Smarter, Richer, and More Dangerous World. BenBella Books, Inc. ISBN 978-1-936661-78-7.
4. ↑  Packer, George (28 листопада 2011). No Death, No Taxes. The New Yorker. Архів оригіналу за 14 грудня 2016. Процитовано 27 грудня 2016.
5. ↑  Whelan, David (2 березня 2015). The Harry Potter Fan Fiction Author Who Wants to Make Everyone a Little More Rational. Vice. Архів оригіналу за 29 грудня 2016. Процитовано 29 грудня 2016.
6. ↑  Baude, Will (14 березня 2015). Harry Potter and the Methods of Rationality is complete, and it is excellent. Washington Post. Архів оригіналу за 13 серпня 2017. Процитовано 29 грудня 2016.
7. 1 2 3 4 5 6 7 8 9 10 11 12 13 14 15  Katharine McCain. Sensibly Organized. Filling in Gaps with Harry Potter and the Methods of Rationality // Prequels, Coquels and Sequels in Contemporary Anglophone Fiction / Ed. by Armelle Parey. — Routledge, 2018. — P. 94—108. — ISBN 978-0-429-79588-6.
8. 1 2  Ю. В. Булдакова. Диалог автора и читателя в тексте произведения фан-фикшн : [арх. 31 березня 2019]. — Universum: филология и искусствоведение. — 2016. — № 9 (31).
9. 1 2  Александр Стрепетилов (22 серпня 2019). Чему WB стоит поучиться у «Гарри Поттера и методов рационального мышления»?. Мир фантастики (рос.). Архів оригіналу за 22 серпня 2019. Процитовано 23 серпня 2019.
10. 1 2  Kloester, Elanor. Rationalising magic, and the magic of rationality [Book Review]. — The Australian Rationalist. — 2016. — Vol. 103. — P. 44.
11. 1 2 3 4 5  Sachdev, Vakasha (17 жовтня 2015). A Harry Potter story you haven’t read (англ.). Hindustan Times. Архів оригіналу за 23 грудня 2015. Процитовано 23 грудня 2015.
12. 1 2 3  Иван Мартов, Дмитрий Новицкий (21 жовтня 2016). Гарри Поттер и дары трансгуманизма. Горький. Архів оригіналу за 28 жовтня 2016. Процитовано 27 жовтня 2016.
13. 1 2  Ruth Suehle (14 липня 2011). Harry Potter Week: The Methods of Rationality: An Alternate Harry Potter. Wired (англ.). Архів оригіналу за 30 квітня 2019. Процитовано 5 жовтня 2018.
14. 1 2 3 4 5 6  Юлия Булдакова. Формы авторского присутствия в тексте фан-фикшн (интернет-публикация романа Э. Юдковского «Гарри Поттер и методы рационального мышления») : [арх. 1 квітня 2019]. — Филология и культура. — 2016. — № 2(44). — С. 211—215.
15. ↑  Лин Лобарёв. Комментарии // Гарри Поттер и методы рационального мышления. — М. : ИП «Самин Михаил Иванович», 2018.
16. 1 2  Veronika Šedovičová. Translation and Analysis of Selected Sketches from Harry Potter and the Methods of Rationality with Focus on Terms of Latin Origin : [арх. 7 травня 2019]. — Masaryk University. — 2016. — С. 71.
17. 1 2  Антон Солдатов. Разум против магии: «Гарри Поттер и методы рационального мышления». ЧТД (рос.). Архів оригіналу за 16 жовтня 2018. Процитовано 15 жовтня 2018.
18. ↑  Julie R. Sanchez. Liminality, Marginality, Futurity: Case Studies in Contemporary Science Fiction : [арх. 29 травня 2017]. — 2014. — P. 52—53.
19. 1 2  Joseph Simmons (27 липня 2015). What Dante, Tolkien, and Harry Potter Fan Fiction Can Teach Us about the Contemporary Quest for Immortality. Public Disclosure (англ.). Witherspoon Institute. Архів оригіналу за 16 жовтня 2018. Процитовано 15 жовтня 2018.
20. 1 2  Софья Вольянова, Михаил Самин (14 листопада 2018). Из печати вышел русский перевод «Гарри Поттера и методов рационального мышления» — самого известного фанфика по произведению Роулинг. Зачем читать эту книгу и как выпуску помогают ФБК и ИТМО. Бумага (рос.). Архів оригіналу за 15 листопада 2018. Процитовано 14 листопада 2018.
21. 1 2  Miller, James. Singularity Rising. — 2012. — С. 37—38. — ISBN 978-1-936661-65-7.
22. ↑  Ben Goertzel. Superintelligence: Fears, Promises and Potentials : [арх. 10 березня 2019]. — Journal of Evolution and Technology. — 2015. — Vol. 24, no. 2. — P. 55—87.
23. 1 2 3 4 5  Whelan, David (2 березня 2015). The Harry Potter Fan Fiction Author Who Wants to Make Everyone a Little More Rational (англ.). VICE Magazine. Архів оригіналу за 23 грудня 2015. Процитовано 23 грудня 2015.
24. ↑  Екатерина Кориненко (28 листопада 2018). Защита от наговоров: сказку превратили в научпоп. Известия (рос.). Архів оригіналу за 3 березня 2019. Процитовано 15 березня 2019.
25. 1 2  Snyder, Daniel (18 липня 2011). 'Harry Potter' and the Key to Immortality (англ.). The Atlantic. Архів оригіналу за 23 грудня 2015. Процитовано 23 грудня 2015.
26. ↑  Alex R. Howe (30 березня 2015). Harry Potter and the Power of the Internet (англ.). Архів оригіналу за 31 березня 2019. Процитовано 31 березня 2019.
27. ↑  David Brin (21 червня 2010). CONTRARY BRIN: A secret of college life... plus controversies and science tablefix. Davidbrin.blogspot.com. Архів оригіналу за 22 листопада 2012. Процитовано 31 серпня 2012.
  - «'Harry Potter' and the Key to Immortality» [Архівовано 23 грудня 2015 у Wayback Machine.], Daniel Snyder, The Atlantic
  - David Brin (20 січня 2012). CONTRARY BRIN: David Brin's List of "Greatest Science Fiction and Fantasy Tales". Davidbrin.blogspot.com. Архів оригіналу за 29 грудня 2016. Процитовано 31 серпня 2012.
  - Science Fiction and Our Duty to the Past [Архівовано 29 грудня 2016 у Wayback Machine.]
28. ↑  Authors (2 квітня 2012). Rachel Aaron interview (April 2012). Fantasybookreview.co.uk. Архів оригіналу за 26 листопада 2013. Процитовано 31 серпня 2012.
29. ↑  Civilian Reader: An Interview with Rachel Aaron. Civilian-reader.blogspot.com. 4 травня 2011. Архів оригіналу за 12 квітня 2012. Процитовано 31 серпня 2012.
30. ↑  Hanson, Robin (31 жовтня 2010). Hyper-Rational Harry. Overcoming Bias. Архів оригіналу за 23 жовтня 2016. Процитовано 31 серпня 2012.
31. ↑  Swartz, Aaron. The 2011 Review of Books (Aaron Swartz's Raw Thought). archive.org. Архів оригіналу за 16 березня 2013. Процитовано 10 квітня 2013.
32. ↑  Harry Potter and the Methods of Rationality. Esr.ibiblio.org. 6 липня 2010. Архів оригіналу за 20 червня 2018. Процитовано 31 серпня 2012.
33. ↑  TIME. Top 10 Most Followed Potter Fan Projects // Harry Potter: Inside the Tale That Enchanted the World. — Time Inc. Books, 2017. — ISBN 978-1-68330-155-4.
34. ↑  Brin, David. A secret of college life... plus controversies and science!. Contrary Brin (англ.). Архів оригіналу за 22 листопада 2012. Процитовано 23 грудня 2015.
35. ↑  Harry Potter and the Methods of Rationality (англ.). Esr.ibiblio.org. 6 липня 2010. Архів оригіналу за 20 червня 2018. Процитовано 4 жовтня 2018.
36. ↑  The 2011 Review of Books (англ.). Aaron Swartz. 19 квітня 2012. Архів оригіналу за 16 березня 2013. Процитовано 4 жовтня 2018.
37. ↑  Diego Gutiérrez Ferrero. Las ficciones de fans (fanfics) de la literatura contemporánea como recurso docente :  [ісп.] : Trabajo de Fin de Máster. — Universidad de Salamanca, 2021. — P. 26.
38. ↑  רציונליות ישראל – "למה אתה מאמין במה שאתה מאמין?" [Rational Israel - "Why do you believe what you believe?"]. rationality.co.il (івр.). Процитовано 3 березня 2021.
39. ↑  geobreed (22 січня 2013). Harry Potter dan Metode Rasionalitas Chapter 1: Suatu Hari Dengan Kemungkinan Amat Kecil, a harry potter fanfic [Harry Potter and the Methods of Rationality Chapter 1: A Day of Very Low Probability, a harry potter fanfic]. FanFiction.net (індонез.). Процитовано 7 червня 2023.
40. ↑  Rhaidot (26 липня 2013). Harry Potter y los métodos de la racionalidad Chapter 1: Un día de muy baja probabilidad, a harry potter fanfic [Harry Potter and the Methods of Rationality Chapter 1: A Day of Very Low Probability, a harry potter fanfic]. FanFiction.Net (ісп.). Процитовано 1 жовтня 2021.
41. ↑  Harry Potter e i metodi della razionalità - Home page [Harry Potter and the Methods of Rationality - Home page]. Google Sites (італ.). Процитовано 1 жовтня 2021.
42. ↑  哈利波特与理性之道 – 同人小说《哈利波特与理性之道》中文粉丝站点 [Harry Potter and the Methods of Rationality – Fan fiction "Harry Potter and the Methods of Rationality" Fan Site in Chinese]. hpmor.xyz (кит.). Процитовано 2 січня 2023.
43. ↑  Menke, Torben (4 травня 2022). Deutsche Übersetzung (German Translation) von "Harry Potter and the Methods of Rationality" (HPMOR) [German Translation of “Harry Potter and the Methods of Rationality” (HPMOR)]. GitHub (нім.). Процитовано 30 травня 2022.
44. ↑  Harry Potter og rasjonalitetens metode [Harry Potter and the Methods of Rationality]. www.hprm.no (норв.). Процитовано 29 вересня 2021.
45. ↑  Гарри Поттер и методы рационального мышления — русский перевод: гпмрм.рф и hpmor.ru
46. ↑  Кирило, Яценко; Ізмаілова, Ельвіра; Бєлова, Ольга; Володимир, Охрим; Кабакчей, Дмитро. Гаррі Поттер і Методи Раціональности [Harry Potter and the Methods of Rationality]. гпімр.укр (укр.). Процитовано 2 лютого 2022.
47. ↑  AdrienH (16 квітня 2011). Harry Potter et les Méthodes de la Rationalité Chapter 1: Un jour à très faible probabilité, a harry potter fanfic [Harry Potter and the Methods of Rationality Chapter 1: A Day of Very Low Probability, a harry potter fanfic]. FanFiction.Net (фр.). Процитовано 2 січня 2023.
48. ↑  Neumannová, Edita; Yudkowsky, Eliezer; Matýšek, Jaromír (5 грудня 2016). Eliezer Yudkowsky: Harry Potter a metody racionality [Eliezer Yudkowsky: Harry Potter and the Methods of Rationality]. archetypal.cz (чес.). Процитовано 1 жовтня 2021.
49. ↑  Resurser [Resources]. www.vof.se (швед.). Процитовано 18 січня 2022.
50. ↑  HPMOR日本語訳 [HPMOR Japanese translation]. Tumblr (яп.). Процитовано 1 жовтня 2021.